# Rachid Sfar
Rachid Sfar (in arabo رشيد صفر‎?, Rashīd Ṣafar; Mahdia, 11 settembre 1933 – Mahdia, 20 luglio 2023) è stato un politico tunisino.
Fu Primo ministro della Tunisia dall'8 luglio 1986 al 2 ottobre 1987.